# 薛弘偉
薛弘偉（1990年11月26日—，遊戲名DinTer，又名丁特），臺灣前《英雄聯盟》電子競技職業選手，曾效力於台北暗殺星及Hong Kong Esports，退役後轉往實況主、YouTuber發展及創立職業戰隊Beyond Gaming。

## 主要作品

### YouTube節目
| 作品       | 主要内容                           |
| ---------- | ---------------------------------- |
| 《特好吃》 | 主要探索各地美食，並分享用餐後心得 |

## 綜藝節目
| 年份   | 日期    | 電視台  | 名稱         | 備註                                |
| 2018年 | 3月23日 | 보겸 TV | 《皇家探險》 | EP3嘉賓出演，擔任台灣代表成功獲勝。 |

## 獎項紀錄
| 年份 | 頒獎機構                 | 典禮名稱         | 獎項           | 結果 |
| ---- | ------------------------ | ---------------- | -------------- | ---- |
| 2021 | 中華民國電子競技運動協會 | 2021星光電競大賞 | 最佳意見領袖獎 | 提名 |
| 2021 | 中華民國電子競技運動協會 | 2021星光電競大賞 | 娛樂效果獎     | 提名 |
| 2021 | 中華民國電子競技運動協會 | 2021星光電競大賞 | 專業技術獎     | 提名 |
| 2021 | 中華民國電子競技運動協會 | 2021星光電競大賞 | 影音特效獎     | 提名 |
| 2021 | 中華民國電子競技運動協會 | 2021星光電競大賞 | 評論報導獎     | 獲獎 |

## 著作
| 出版日期 | 書名                                                     | 出版社   | ISBN                |
| -------- | -------------------------------------------------------- | -------- | ------------------- |
| 2023年   | 《特級玩家：從虛擬世界戰到現實人生，絕不服輸的英雄之路》 | 時報文化 | ISBN 978-6263745940 |

## 爭議
- 在TPA的職業生涯中，丁特並未受到較好評價、甚至曾受攻訐，連帶使TPA被網友批評為「丁PA」[1]。蓋因丁特之操作不佳，甚至受到時任選手Toyz的批評。[2]最後，當時TPA之所有公司GARENA所發布的與丁特合約結束公告，下方百則留言對丁特評價多為負面。[3]
- 2015年11月8日，薛弘偉被網友在PTT揭發，他有女友卻劈腿女粉絲，進而與女粉絲發生性關係，讓女粉絲墮胎。該事件爆發後，引起網友撻伐。最後薛弘偉選擇在實況台開台時向女粉絲道歉，並宣佈短期內不開實況；兩天後，再次開始實況[4][5]。2017年9月29日，薛弘偉在Joeman網路節目《Joeman九件事》中宣稱，墮胎事件皆非真實，為女粉絲與另一個追她十年的男生所捏造的PTT文章，意圖仙人跳。10月2日，女粉絲借好友帳號於PTT出示了兩人當時對話紀錄、就診證明、腹部超音波照片等自清，稱薛弘偉在《Joeman九件事》所陳述全是謊言。[6][7]
- 2016年2月15日凌晨，薛弘偉因深夜時與隊友團練太吵，遭鄰居報警投訴。新北市政府警察局林口分局警員上門關切，並提醒薛弘偉，深夜吵鬧可依《社會秩序維護法》開罰[8]。

## 備註
1. ↑  與該節目之台灣隊由心靈感應成功，台灣隊獲得一張特斯拉電磁卡。

## 外部連結
- 薛弘偉的Facebook專頁
- 薛弘偉 （页面存档备份，存于）的英雄聯盟職業生涯資料